# Vidovdanska ustava
Vidovdanska ustava je bila ustava Kraljevine SHS, ki jo je ustavodajna skupščina sprejela 28. junija 1921 (na Vidov dan). Z njo so uzakonili centralizem in unitarizem, država pa je postala ustavna monarhija. Kralj je dobil pooblastila potrjevanja zakonov, sklicevanja parlamenta in postal vrhovni vojaški poveljnik. Ustavo je kralj Aleksander I. Karađorđević razveljavil 6. januarja 1929, ob uvedbi diktature.

## Sprejetje vidovdanske ustave
28. junija 1921, na Vidov dan, je v ustavodajni skupščini potekalo glasovanje o ustavi Kraljevine Srbov, Hrvatov in Slovencev. Glasovanja o ustavi se niso udeležile vse stranke. Od slovenskih strank se glasovanja niso udeležili poslanci Komunistične partije Jugoslavije (KPJ) in Slovenske ljudske stranke (SLS), ki so 11. oziroma 13. junija protestno zapustili konstituanto. Vlada se je po njihovem odhodu znašla v težavni situaciji in pojavili so se dvomi ali je sploh mogoče »spraviti ustavo pod streho«. Kljub vsem dvomom pa je vladi uspelo. Pašičeva vlada se je dan pred glasovanjem v ustavodajni skupščini sestala s poslanci Džemijeta, poslanci Jugoslovanske muslimanske organizacije in poslanci Samostojne kmetijske stranke (SKS). Sklenili so sporazum, na podlagi katerega si je vlada zagotovila potrebno večino glasov, omenjene stranke pa so z glasovanjem za ustavo dobile nekatere ugodnosti. Tako je npr. predstavnik SKS Bogumil Vošnjak kmalu zatem postal jugoslovanski poslanik v Pragi. 
Na glasovanju je bilo prisotnih 258 poslancev,  od katerih jih je 223 (54 %) glasovalo za ustavo, 35 (8 %) pa proti njej. 161 poslancev ni sodelovalo pri glasovanju. Ustava je bila sprejeta z navadno večino, to pomeni z več kot polovico glasov, po kateri se navadno sprejemali običajni zakoni, ne pa pomembnejši državni akti. Ti so se po uveljavljeni demokratični praksi sprejemali po kvalificirani, dvotretjinski večini. 
Glasovanja so se udeležili poslanci samo štirih slovenskih strank. 23 poslancev je bojkotiralo glasovanje: SLS (14), komunisti (5), socialni demokrati (4).
Poslanca Narodno socialistične stranke (NSS) sta glasovala PROTI sprejetju ustave, prav tako tudi trije poslanci Jugoslovanske socialdemokratske stranke (JSDS) (štirje so bili odsotni), skupaj 5. 
Vsi trije poslanci Jugoslovanske demokratske stranke (JDS) in vseh devet poslancev SKS pa je glasovalo ZA vladni predlog, skupaj 12.
Ker je bila ustava sprejeta na Vidov dan, so jo v političnem življenju poimenovali vidovdanska ustava. Že dan po sprejetju ustave je na prvi seji skupščine na novo ustavo prisegel najprej regent Aleksander, za njim pa še poslanci.

## Ustava
Vidovdanska ustava je kot obliko vladavine uzakonila ustavno, parlamentarno in dedno monarhijo. Vzpostavljala je parlamentarizem in zagotavljala temeljne državljanske svoboščine – tj. pravno enakost državljanov, osebno svobodo, nedotakljivost stanovanja, svobodo vere in veroizpovedi, svobodo tiska idr. V gospodarskem smislu je zagotavljala nedotakljivost zasebne lastnine in prosto razpolaganje z njo, svobodno gospodarsko delovanje, svobodo dela in svobodno sklepanje lastninsko pravnih odnosov idr. Vendar so obstajale omejitve vseh teh svoboščin. Pravno enakost je omejevala volilna pravica, ki je bila še vedno samo v domeni moških. Svobodo vere je omejevala določba, ki priznava svobodo samo zakonsko priznanim veram. Osebno svobodo, nedotakljivost stanovanja, svobodo tiska, zbiranja in združenja so prav tako omejevale ustavno predvidene zakonske izjeme.  
Ustava je uzakonila delitev oblasti na zakonodajno, izvršno in sodno oblast. Zakonodajno oblast sta izvajala kralj, ki je imel pravico potrjevanja zakonov in njihovega razglašanja in Narodna skupščina. Kralj pa je imel tudi pravico sklicati in razpustiti narodno skupščino. Po ustavi je izvršno oblast prek ministrov izvajal kralj. Ministre in predsednika vlade je imenoval on in bili so mu neposredno podrejeni , ne glede na to, da so bili odgovorni Narodni skupščini. Podobno je bilo v sodstvu. Sodniki so bili sicer ustavno neodvisni in stalni, a jih je na predlog vlade imenoval kralj in jih lahko tudi zamenjal. Sodbe so izrekali v kraljevem imenu, kralj pa je imel pravico do pomilostitve in razveljavitve oziroma ustavitve sodnega postopka. Te ustavne pravice so vzpostavljale kraljevo nadrejenost vsem trem oblastem, medtem ko sam za svoje ravnanje ni bil odgovoren nikomur, saj je bila kraljeva oseba nedotakljiva. 
Temeljna značilnost vidovdanske ustave sta državni centralizem in narodni unitarizem. Trdili so, da so Slovenci, Hrvati in Srbi (ostalih narodnosti ustava sploh ni omenjala) samo tri različna »plemena« enega naroda. Glavni cilj unitaristične politike je bil izenačiti vsa tri »plemena«. Zato je bil uradni jezik kraljevine srbsko-hrvaško-slovenski, državljane pa so bili po ustavi srbsko-hrvaško-slovenske narodnosti. Unitarizem pa so uzakonjale tudi druge ustavne določbe. Vzporedno z unitarizmom je vidovdanska ustava uzakonila tudi centralizem. Takoj po sprejetju ustave je začela osrednja vlada v Beogradu razpuščati do tedaj še do neke mere avtonomne pokrajinske vlade v Kraljevini SHS. Tako je bila v skladu s 134. členom ustave 12. julija 1921 razpuščena Deželna vlada za Slovenijo, namesto nje pa je bila 2. avgusta oblikovana Pokrajinska uprava za Slovenijo. Na čelu Pokrajinske uprave za Slovenijo je bil pokrajinski namestnik, ki ga je imenoval kralj. V Ljubljani je to 11. julija postal Ivan Hribar in v tej funkciji ostal do leta 1923. 
Vidovdanska ustava je bila v veljavi vse do leta 1929, ko jo je kralj Aleksander ukinil in uvedel t. i. šestojanuarsko diktaturo.